# الكرواتية للطرق السريعة المحدودة
الكرواتية للطرق السريعة المحدودة (Hrvatske autoceste (HAC)) هي شركة ذات مسؤولية محدودة مملوكة للدولة الكرواتية ومكلفة بإدارة وبناء وصيانة الطرق السريعة في كرواتيا وفقًا لأحكام قانون الطرق العامة الكرواتي (الكرواتية: Zakon o javnim cestama) التي سنها البرلمان الكرواتي. يتم تحديد مهام الشركة بموجب قانون الطرق العامة وإعلان التأسيس، وتتمثل المهمة الرئيسية للشركة في إدارة وبناء وصيانة الطرق السريعة. من الناحية العملية، فإن الشركة مسؤولة عن إدارة أو تطوير أقسام أهم الطرق السريعة في البلاد.